# Project Blue Sea
Project Blue Sea (engl.: Projekt Blaues Meer) ist ein gemeinnütziger Verein zum Schutz der Meere.

## Entstehung
1998 wurde auf Initiative von Sascha und Tanja Regmann eine Kontaktstelle für Menschen gegründet, die aktiv zum Schutz der Meere und deren Bewohner beitragen wollten. 1999 entwickelte sich daraus der gemeinnützige Verein Project Blue Sea e.V. mit Sitz in Herne/NRW.

### Erster Einsatz
1998 gab es den ersten größeren Einsatz im deutschen Wattenmeer. Der Frachter Pallas lief brennend auf eine Sandbank und verlor mehrere Tonnen Schweröl, die ungehindert ins Meer liefen. Die freiwilligen Helfer von Project Blue Sea waren vor Ort, um vom Öl verklebte Vögel einzufangen, in Rehabilitationseinrichtungen zu bringen und für die Wiederauswilderung zu reinigen und vorzubereiten.

### Europaweit vor Ort
Seitdem war Project Blue Sea bei vielen Unglücken mit Ölaustritt europaweit vor Ort, um den betroffenen Tieren zu helfen. U. a. waren Mitglieder des Vereins nach der Havarie der Erika an der bretonischen Küste vor Ort, nach der Katastrophe durch den Tanker Prestige vor der spanischen Atlantikküste und auch sehr lange Zeit in Belgien, als dort der Autofrachter Tricolor im Ärmelkanal untergegangen war.

## Zusammenarbeit
Der Verein arbeitet mittlerweile erfolgreich mit der europäischen Sea Alarm Foundation zusammen, die immer dort aktiv wird, wo Wildtiere durch Ölkatastrophen bedroht sind.
Die Vereinsmitglieder sind ehrenamtlich tätig. Spendengelder werden ausschließlich in den Kampagnen zum Schutz der Meere eingesetzt. Ein weiterer Schwerpunkt der Arbeit ist die Aufdeckung und Aufklärung von Missständen bezüglich der Meere.

## Weitere Themenbereiche
Der Verein spricht sich gegen das Grindadráp an Grindwalen auf den Färöer-Inseln und gegen die kanadische Robbenjagd aus.
Vereinsmitglieder demonstrierten anlässlich der Internationalen Walfangkommission (IWC) 2003 in Berlin.
Außerdem führt Project Blue Sea Projekte mit Schulklassen und Informationsveranstaltungen durch und organisiert Demonstrationen usw.